# Virna Lisi
Virna Lisa Pieralisi, més coneguda com a Virna Lisi, (Jesi, 8 de novembre de 1936 − Roma, 18 de desembre de 2014) fou una actriu de cinema italiana, guanyadora dels premis a la millor actriu del Festival de Cinema de Cannes, el David di Donatello, el Nastro d'Argento i el premi César.

## Carrera

### Primers anys
El nom de Virna Pieralisi hauria d'haver estat Síria; si bé el registrador va rebutjar-lo atès que Síria no era un país aliat d'Itàlia. El pare, aleshores, s'inventà sobre la marxa el nom de Virna i no va descobrir fins més tard que aquest nom ja existia.
Inicià la seva carrera cinematogràfica en l'adolescència. Descoberta a París per dos productors napolitans, Antonio Ferrigno i Ettore Pesce, debutà a La corda d'acciaio (1953). Inicialment, participà en pel·lícules musicals com ara E Napoli canta (1953) i la cèlebre Questa è la vita (1954, amb el famós Totò). Tanmateix, se'n valorava més la bellesa que el talent, com ara a les pel·lícules Le diciottenni i Lo scapolo del 1955. Tot i així, interpretà papers, especialment a La Donna del Giorno (1956), Eva (1962), i a l'espectacle Romolo e Remo (1961).
A finals dels anys 50, Lisi va actuar al Piccolo Teatro di Milano a I giacobini de Federico Zardi sota la direcció de Giorgio Strehler. Durant els anys seixanta, Lisi feu comèdies i participà en obres de televisió de gran acollida a Itàlia. Lisi també va promoure una marca de pasta de dents a la televisió amb un eslògan que es convertiria en una frase feta entre els italians: con quella bocca può dire ciò che vuole ("amb una boca així, pot dir el que vulgui").

## Filmografia
| Any  | Pel·lícula                          | Paper                                   | Notes                                                                                     |
| ---- | ----------------------------------- | --------------------------------------- | ----------------------------------------------------------------------------------------- |
| 1953 | ...e Napoli canta!                  | Maria                                   |                                                                                           |
| 1955 | Le diciottenni                      | Maria Rovani                            |                                                                                           |
| 1955 | Lo scapolo                          |                                         |                                                                                           |
| 1955 | Les Hussards                        | Elisa                                   |                                                                                           |
| 1955 | Luna nuova                          | Lucia                                   |                                                                                           |
| 1956 | La donna del giorno                 | Liliana Attenni                         |                                                                                           |
| 1956 | Il vetturale del Moncenisio         | Jeanne Thibaud                          |                                                                                           |
| 1959 | Il mondo dei miracoli               | Laura Damiani                           |                                                                                           |
| 1959 | Il padrone delle ferriere           | Claire de Beaulieu                      |                                                                                           |
| 1961 | Romolo e Remo                       | Julia                                   |                                                                                           |
| 1962 | Eva                                 | Francesca Ferrara                       |                                                                                           |
| 1964 | La Tulipe noire                     | Caroline "Caro" Plantin                 |                                                                                           |
| 1965 | Signore e signori                   | Milena Zulian                           |                                                                                           |
| 1965 | Com matar la pròpia dona            | Mrs. Ford                               |                                                                                           |
| 1965 | Les quatre nines                    | Luisa (segment "La telefonata")         |                                                                                           |
| 1965 | Oggi, domani, dopodomani            | Dorothea (segment "L'ora di punta")     |                                                                                           |
| 1965 | Casanova 70                         | Gigliola                                |                                                                                           |
| 1966 | Assault on a Queen                  | Rosa Lucchesi                           |                                                                                           |
| 1966 | Not with My Wife, You Don't!        | Julie Ferris/Lloctinent Julietta Perodi |                                                                                           |
| 1967 | L'hora 25                           | Suzanna Moritz                          |                                                                                           |
| 1967 | La Ragazza e il Generale            | Ada                                     |                                                                                           |
| 1967 | Arabella                            | Arabella                                |                                                                                           |
| 1968 | Le dolci signore                    | Luisa                                   |                                                                                           |
| 1968 | The Girl Who Couldn't Say No        | Yolanda                                 |                                                                                           |
| 1968 | Meglio vedova                       | Rosa Minniti                            |                                                                                           |
| 1969 | El secret de Santa Vittoria         | Caterina Malatesta                      |                                                                                           |
| 1969 | L'arbre de Nadal                    | Catherine Graziani                      |                                                                                           |
| 1969 | Si avui és dimarts, això és Bèlgica | Cosina d'en John                        |                                                                                           |
| 1970 | Giochi particolari                  | Claude                                  |                                                                                           |
| 1971 | The Statue                          | Rhonda Bolt                             |                                                                                           |
| 1971 | Roma Bene                           | Duquessa Silvia Santi                   |                                                                                           |
| 1972 | Barbablava (Bluebeard)              | Elga                                    |                                                                                           |
| 1973 | Zanna Bianca                        | Germana Evangelina                      |                                                                                           |
| 1973 | Le Serpent                          | Annabel Lee                             |                                                                                           |
| 1974 | Il ritorno di Zanna Bianca          | Germana Evangelina                      |                                                                                           |
| 1977 | Al di là del bene e del male        | Elisabeth Nietzsche                     |                                                                                           |
| 1979 | Ernesto                             | mare d'Ernesto                          |                                                                                           |
| 1980 | La cicala                           | Wilma Malinverni                        |                                                                                           |
| 1982 | Sapore di mare                      | Adriana                                 |                                                                                           |
| 1984 | Amarsi un po'                       | Princesa Marisa Cellini                 |                                                                                           |
| 1989 | I ragazzi di via Panisperna         | Mare de Ettore Majorana                 |                                                                                           |
| 1989 | Buon Natale... buon anno            | Elvira                                  |                                                                                           |
| 1994 | La reina Margot (La Reine Margot)   | Caterina de Mèdici                      | Premi a la interpretació femenina (Festival de Canes) César a la millor actriu secundària |
| 1996 | Va' dove ti porta il cuore          | Olga                                    |                                                                                           |
| 2002 | Il più bel giorno della mia vita    | Irene                                   |                                                                                           |